# トロフィーワイフ

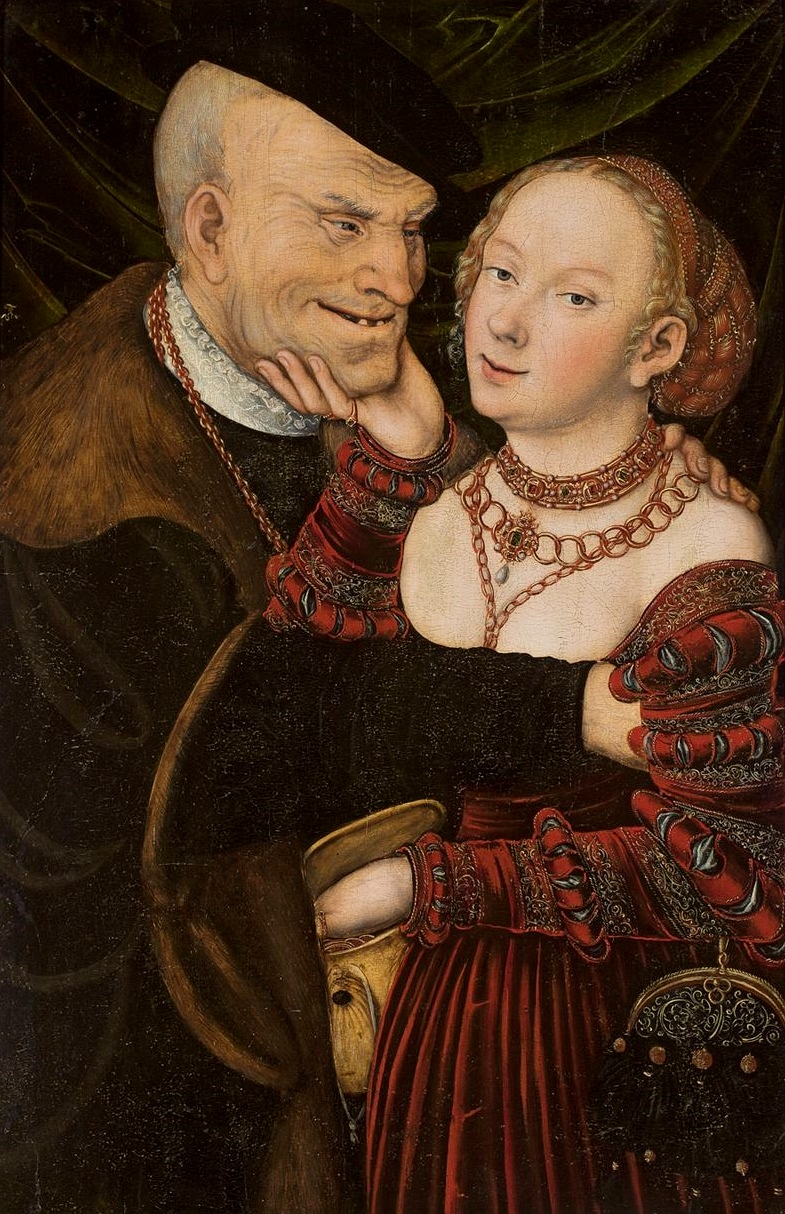
ルーカス・クラナッハのThe ill-matched couple （不釣り合いな夫婦）、1550年頃　ワルシャワ国立美術館蔵

トロフィーワイフ（英語：trophy wife、ラテン語：tropaeum uxor）は自分のステータスシンボルにするため男性が結婚した女性。男性は社会的に成功している場合が多い。しばしば軽蔑的な用法で使われる。この言葉は、当のトロフィーワイフには肉体的外見的魅力だけで、無知または純粋であり、容姿が魅力的であり続ける以外にはほとんど価値は無い女性を意味する。ある意味で金銭・社会的地位を武器としている男性と交際・結婚している女性のため、ゴールドディガー（本来の意味は「金鉱掘り」）と同義であることを含ませるときにも使うことができる。トロフィーワイフは知名度は無いが若く見た目が良い女性の場合、社会的知名度のみある女性の場合、若さと知名度の両方を兼ね備えている場合の3パターンある。トロフィーワイフと言われる女性の夫の方は必ず金持ちで社会的成功者であり、多くの場合は容姿レベルにおいては当該女性より劣る。
対義語に近い言葉として、男性が成功前の貧しい時期から支えていた妻となった女性を意味する糟糠の妻。
男性側のトロフィーハズバンド（日本における「逆・玉の輿」）という言葉もあるが、めったに使われない。

## 歴史
この言葉の語源的起源は諸説ある。1つの主張は「トロフィーワイフ」は元々1950年発行の『エコノミスト』新聞に掲載されたものであり、戦闘中に妻として家へ持って帰る最も美しい女性を捕まえる戦士の歴史的習慣に言及している。ウィリアム・サファイアは、「トロフィーワイフ」という用語は『フォーチュン』誌の編集長Julie Connellyにより1989年8月28日号のカバーストーリーで造語され、すぐに一般的に使われだしたと主張している。作家のトム・ウルフはしばしばこの言葉を造語したとされていたが、1996年にブラウン大学で行われた講演で否定した。この講演の中でフォーチュン誌の「それほど前ではない」記事が元であるとした。 多くのソースがこの言葉が以前に造語されたものだと主張している（例えばOnline Etymology Dictionaryは1984年としている）が、この言葉に関するサファイアの記事への簡単なオンラインアクセスにより多くが（オックスフォード英語辞典など）1989年8月28日に初めて使われたと考えることになった。 しかし、この慣用語は1965年の出版物の中の引用に見られ、ここでは明らかにバーナード・マドフの妻を指している。
トロフィーワイフという意味のラテン語 tropaeum uxor は、ギリシアやローマ起源の多くの脚本に登場し、その使用は1世紀前半までさかのぼる。大プリニウスによる『博物誌』にその用例が見つかるが、おそらく今日の意味には近くなく、敗れた敵によりローマの征服者に贈られた貢ぎ物の一部としての「トロフィーの女性」を指していた。ノートルダム大学の社会学者 Elizabeth McClintock は現代社会におけるこの現象は他の研究が示しているよりも一般的なものではないと考えている。

## 大衆文化・事例
- コメディアンのスティーヴン・ライトはかつて「僕の友達の1人がトロフィーワイフを持っているんだ。でも明らかにそれは1位ではなかったな」とジョークを言っている[15]。
- 元プレイボーイのプレイメイトであるアンナ・ニコル・スミスと石油大富豪であるジェームズ・ハワード・マーシャル二世（英語版）との結婚は、トロフィーワイフという概念の極端な例としてアメリカのマスメディアにより広く関心が持たれた[16]。結婚当時マーシャルは89歳であり、妻となったアンナは26歳であった[17]。